# Elaeagnus heterophylla
Elaeagnus heterophylla — вид квіткових рослин з родини маслинкових (Elaeagnaceae). Поширення: Китай (Гуансі).

## Середовище
Населяє схили.

## Біоморфологічна характеристика
Це вічнозелений кущ. Колючки відсутні; розгалуження часто під кутом 90°; молоді гілки густо-коричнево лускаті. Ніжка листка коричнева або іржаво-коричнева, 3–5 мм; листкова пластинка зеленувато-коричнева з обох сторін, від округлої до ланцетної, часто вздовж однієї гілки, (1.2)1.9–6.5 × (0.6)1.1–2.4 см, бічні жилки 4–9 з кожного боку середньої жилки, непомітні, основа закруглена, край цільний, верхівка загострена до округлої. Квіти в пазушних кластерах по (1)3–5. Квітконіжка 1–2 мм. Квіти сіро-коричневі, зовні густо сріблясті та коричневі лускаті та рідко сріблясті, зірчасто-пухнасті. Трубка чашечки чашечки широко трубчасто-дзвінчаста або трубчасто-лійкоподібна, 4.5–5 мм, 3–3.5 мм у діаметрі біля гирла; частки широко яйцеподібні, ≈ 3 × 2.5–3 мм, всередині сірувато-білі зірчасто-волосаті та рідко коричнево-лускаті, верхівка гостра. Цвітіння: листопад.